# Глущенко, Антон Игоревич
Анто́н И́горевич Глу́щенко (укр. Антон Ігорович Глущенко; 20 апреля 2004, Харьков) — украинский футболист, полузащитник донецкого «Шахтёра».

## Биография
Глущенко родился в Харькове и начал свою карьеру в академии местного «Металлиста», в 2017 году перебрался в донецкий «Шахтёр».
Дебютировал за первую команду «горняков» 4 июня 2023 года в проигранном (1:2) матче Премьер-лиги против полтавской «Ворсклы».

## Достижения
«Шахтёр» (Донецк)
- Бронзовый призёр Чемпионата Украины: 2024/25